# Hemimastodon crepusculi
Hemimastodon ("mezzo mastodonte")  è il nome di un genere estinto di proboscidati, vissuti nel tardo Miocene, i cui resti fossili sono stati rinvenuti nei depositi di Dera Bugti Beds, in Pakistan.
L'affinità filogenetica di questo genere con gli altri proboscidati ai fini della classificazione è ancora da definire.